# Afroamericans de l'Equador
Els Afroamericans de l'Equador o els Afroequatorians són els descendents dels esclaus negreafricans que van ser portats pels espanyols a l'actual estat de l'Equador. Aquests representen un 10% de la població equatoriana.
L'Equador té una població aproximada d'2.000.000 afroequatorians. La cultura afroequatoriana es troba sobretot a la zona de la costa del nord-oest de l'Estat. Els afroamericans són majoritaris (un 70% de la població) a la província d'Esmeraldas i al Valle del Chota, de la província d'Imbabura. També són significatius a Quito i a Guayaquil. El que és més conegut fóra de les fronteres equatorianes sobre els afroequatorians és la música marimba.

## Història
Gran part dels afroamericans equatorians descendeixen dels supervivnts de les naus negreres que van naufragar a la costa nord de l'Equador i a la costa sur de Colòmbia, entre el segle xvii i el segle xviii. Aquests van organitzar les seves pròpies comunitats al marge dels indígenes i dels colonitzadors espanyols. Es van ubicar a la zona d'Esmeraldas i els seus voltants i posteriorment han emigrat cap a altres zones. Aquests eren lliures.
Un altre percentatge important d'afroequatorians prové dels esclaus que hi havia als latifundis de la costa i la serra, que van obtenir la llibertat a la dècada del 1860. Ambdós grups, els lliberts d'Esmeraldas i els esclaus de la resta del país, normalment provenien de l'Àfrica Occidental i tenen cognoms espanyols dels seus antics amos o cognoms africans hispanitzats.
A finals del segle xix i a principis del segle xx també hi ha una entrada de població d'origen africà, durant la construcció del ferrocarril entre Durán i Quito, els quals van ser contractats com a obrers de la construcció pel govern d'Eloy Alfaro. Aquests provenien de Jamaica. Aquests van constituir una minoria d'immigrants i foren els primers que es van organitzar sota les ideologies del moviment obrer a l'Equador (eren sobretot anarquistes). Es caracteritzen pels seus cognoms anglosaxons i actualment estan assimilats totalent a les ciutats.

## Cultura i religió
L'aspecte més visible i conegut de la cultura afroequatoriana és la música. Per una banda hi ha la música negra de la província d'Esmeraldas. A aquí es va desenvolupar i conservar la música característica de les comunitats afrodescendents de la zona que es caracteritza sobretot per l'ús de la marimba i tambors.
Per una altra banda hi ha les comunitats negres del Valle del Chota, a la serra nord, a la frontera entre les províncies d'Imbabura i de Carchi, zona en la qual es va desenvolupar l'estil musical conegut com a Bomba del Chota, en el que els principals instruments són la guitarra i els tambors.
Els dos tipus de música són molt diferents, ja que la primera és més evidentment afroamericana, mentre que la segona té més influències indígenes i mestisses.
Respecte a la religió, els rastres dels cultes africans no són presents a l'Equador. No s'ha produït un sincretisme religiós com a Cuba o Brasil. Però, de totes maneres, la missa esmeraldenya té uns trets específics, ja que incorpora música i cants d'origen afroamericà.
Alguns poetes afroequatorians destacats són Nelson Estupiñán Bass i Antonio Preciado.

## Afroequatorians notables
- Alberto Spencer. Futbolista destacat.
- Monica Chala. El 1996 va ser la primera afroequatoriana que va esdevenir Miss Equador.
- Agustin Delgado. Jugador de futbol.
- Afrikáns Homo Sapiens és un grup musical. El seu estil musical és el Bao, una fusió entre ritmes nadius i caribenys.
- Jaime Hurtado. Fundador i líder del Movimiento Popular Democrático. Fou assassinat a l'hivern del 1999.[1]
- Nelson Estupiñán Bass. Literat.[2]